# Caracara lutosa
Il caracara di Guadalupe (Caracara lutosa (Ridgway, 1876)) è una specie estinta della famiglia dei Falconidi.
L'uccello era endemico dell'isola di Guadalupe al largo del Messico fino agli inizi del XX secolo.
Questa specie fu intenzionalmente sterminata da una caccia spietata condotta dagli allevatori dell'isola, in quanto ritenuta colpevole delle morti occasionali di giovani capre. Gli ultimi esemplari avvistati risalgono al 1903.